# Фалево (Вологодская область)
Фалево — деревня в Великоустюгском районе Вологодской области.
Входит в состав Марденгского сельского поселения, с точки зрения административно-территориального деления — в Марденгский сельсовет.
Расстояние по автодороге до районного центра Великого Устюга — 24,5 км, до центра муниципального образования Благовещенья — 9 км. Ближайшие населённые пункты — Мусино, Рязаново, Марденьга.
По данным переписи в 2002 году постоянного населения не было.